# 张家窑泡
张家窑泡是一个位于中国吉林省大安县的湖泊，面积约为4平方千米，平均水深约为0.7米。